# Свято-Илиинский храм (Саки)
Храм святого пророка Илии — православный храм в городе Саки в Крыму. Принадлежит Сакскому благочинию Симферопольской и Крымской епархии Русской православной церкви. Настоятель храма — протоиерей Иоанн Пристинский.

## История
Начало строительства храма приходится на годы конца XIX века.
В 1894 году на бывшей Базарной площади была возведена колокольня в стиле греко-римского зодчества. Архитектором этого сооружения был Амбарцум Карапетов. Колокольня была построена в три яруса высотой 33 метра.
В 1902 году была поставлена задача о создании нового храма в городе Саки. Для решения проблем поиска материальных средств для строительства, автора проекта — архитектора и подрядчика создали специальный комитет, главой которого был священник В. Попов. По решению Комитета управляющим проектом стал архитектор Х. К. Васильев, который уже работал в области строительства церквей в Гурзуфе, Перекопе, Алупке. За строительные работы ответственным назначили инженера-строителя Я. А. Рыкова, за плечами которого стоит построение здания Офицерского собрания, театра в Симферополе, частных домов.
Для постройки нового крупного здания нужна была немалая территория, поэтому храм решили отстраивать возле колокольни на Базарной площади. Задача архитектора Васильева состояла в том, чтобы два разных по архитектуре здания часовни и храма стали сочетаться между собой, чтобы не было видно разницы построения в возрасте 40 лет. Церковь была построена по мотивам русско-византийской архитектуры. Круговой объем здания достигает 92 метра, длина −34 метра, а ширина — около 24-х метров.
В 1903 году 2 октября прошел обряд освящения церкви в честь одного из пророков Ветхого Завета — Святого Ильи.
В конце ноября 1929 года по приказу главы Евпаторийского райисполкома церковь закрыли, а ее здание решили использовать под клуб. Церковь понесла значительные утраты архитектурных и декоративных элементов дизайна: были снесены купола, уничтожена немалая часть лепки, демонтирован иконостас. Колокольня осталась на месте, поскольку была внесена в лоции и использовалась как навигационный знак в судовождении.
В годы Второй Мировой войны (1942 год) церковь Святого Ильи вновь была открыта немецкими оккупационными властями. Она была единственной на весь город Саки.
Реконструкция здания началась только в 1990 году. По проекту состояние храма должно было иметь первозданный вид. Тогда начали работу над восстановлением куполов, росписью стен, созданием нового иконостаса. В часовне был установлен колокол «Благовест», вес которого достигал около полутоны.
На сегодняшний день Свято-Ильинская церковь полностью приобрела первоначальный вид.

## Адрес
296500, Республика Крым, г. Саки, ул. Симферопольская, д. 38